# Lípa u kostela v Žiželicích

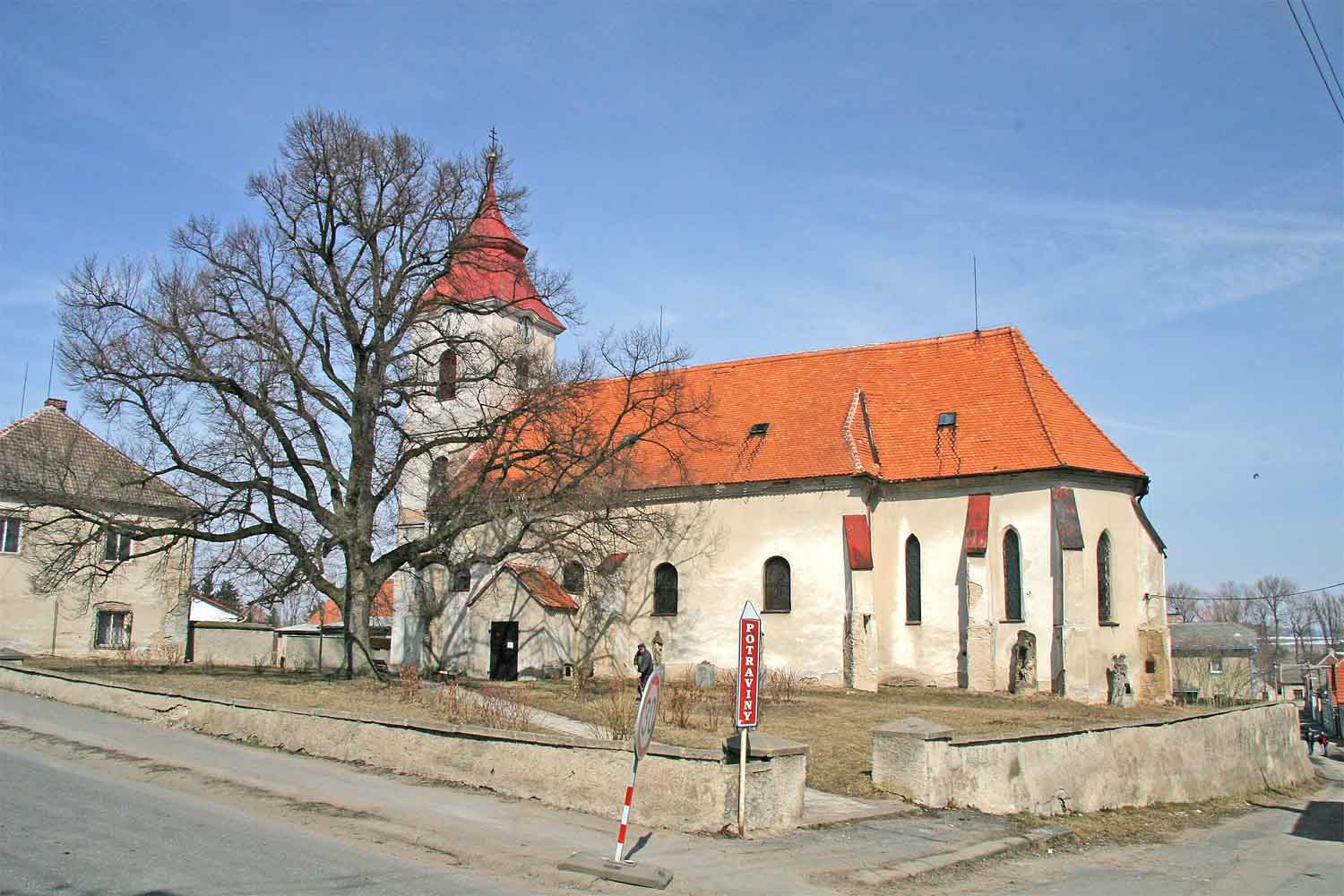
Památná lípa malolistá u kostela Svatého Prokopa v Žiželicích

V městečku Žiželice roste u kostela Svatého Prokopa památná lípa malolistá (Tilia cordata).
- Strom je vysoký asi 20 m
- Obvod kmene je asi 250 cm
- Odhadované stáří je asi 120 let

Lípa je chráněna pro svůj vzrůst a jako krajinná dominanta.